# 科學情人
《科學情人》，是永野典子的日本漫畫作品，在月刊少年キャプテン1986年10月号連載到1989年9月，這也是她的初連載作品。另外也被改編成電視動畫。

## 概要
連載後由德間書店發行單行本（全三冊），在出版後而廢刊。1996年3月由ASCII加筆修正而以新名稱《科學情人FOR EVER》（全二冊）全新復刊，因此也由《ログアウト文庫》出版其小說版。
1997年7月被電視動畫化並且由東京電視台首播，全12話，弘音企業代理發行台灣VCD版（全六片），中都卡通台取得台灣首播權。片尾曲為仲間由紀惠的〈ONE MORE CHANCE〉，本曲也以遊戲版《洛克人X4》的片尾曲而出名。另外，本作也有發行廣播劇版。

## 漫画版

### 故事大綱
在核災避難所中被養育長大的步野零二郎，由於爺爺是位天才科學家，因此他也遺傳了他的科學家頭腦，而且從小就會發明一些奇奇怪怪的東西，並且還打算離開地球，並以觀察愚蠢的人類自生自滅的樣子為樂。但有一天，當他從監視器觀賞自家周遭的風景時，卻意外看到松澤仁美，而被她深深吸引。從此零二郎就開始纏著仁美不放，還擅自把她當作是要來征服地球的火星人女王，甚至替她另外取名為「黛姬」。
之後零二郎更是對仁美做出許多奇怪的「研究」而鬧出不少笑話；這使得仁美一直都很討厭他。但直到有一次，零二郎以自己的身體保護仁美後，仁美才開始漸漸了解到他真正的心意……

### 登場人物
※配音以動畫／廣播劇版為順序。
步野零二郎（てくの れいじろう）
声：林泰文／檜山修之
從小就是個天才的瘋狂科學家，能力優異而容易「失控」。由於父母雙亡，所以上國中前都在密閉的核災避難所長大，人際關係也因此有很大的問題，也從不明白「感情」的意義。
直到有一天，仁美到他家的庭院撿帽子，當他從監視器裡看到仁美時，零二郎心中因此產生前所未有而激盪的感覺，於是他把對仁美「一見鍾情」的感覺解釋成是「被她用電波控制了自己的腦袋」，還因此扭曲地判斷她就是「火星來的女王」，並把仁美當作她的研究對象，因此鬧出不少笑話，還擅自為她取名為「黛姬」。
商標則是眼鏡和白衣。
松澤仁美（まつざわ ひとみ）
声：飯沼希步/天野由梨
怎麼看都很平凡的女高中生，零二郎稱她為「黛姬」而不斷糾纏她。
小百合（さゆり）
声：三浦七緒子／-
仁美的朋友。喜歡山川X。
多美（たみ）
声：夏樹莉緒／-
仁美的朋友。擔任吐嘈仁美與小百合的角色。
G2
声：笠原弘子／高山南
長的和仁美一樣的仿生人。
步野陽一郎（てくの よういちろう）
声：八木光生／八奈見乘兒
零二郎的爺爺。為了讓零二郎回到正常人的生活，而一直努力著。
兄井野枝（あにい のえ）
声：山本郁子／-
以仁美和零二郎的學姊姿態登場。之後會發現她是陽一郎為了讓零二郎回歸到社會而製作的機器人，為的是要防止零二郎做出可怕的舉動。實際上是陽一郎的妻子，也就是零二郎的奶奶。
山川 X（やまかわ エックス）
声：森川智之／矢尾一樹
配角。打扮很龐克且個性自虐。常被零二郎整的很慘。對於小百合的愛一直沒注意到。
拉拉子老師（ららこせんせい）
声：島本須美／-
步野等人的班導師。是個很不會看場合的人。服裝總是很奇特。
仁美的父親
声：清川元夢／-

### 各話標題
收錄在科學情人FOR EVER1中
- Act.01 不要離開我 黛姬
- Act.02 Radio・Activity（※2)
- Act.03 Stranger Than Paranoia（※3)
- Act.04 呼喚暴風的男人(※4)
- Act.05 Drop・Outsiders
- Act.06 托留夫多之日(※5)
- Act.07 凍土的人們
- Act.08 S是回歸社會的S
- Act.09 High男的恐怖(※6)
- Act.10 巨獸水爆戰(※7)
- Act.11 電氣機場(※8)
- Act.12 地球是單獨一人(※9)
- Act.13 糖水的恐怖(※10)
- Act.14 迪都物語(※11)
- Act.15 聽不到聖誕歌聲(※12)
- Act.16 心中廢棄的舊物

收錄在科學情人FOR EVER2中
- Act.17 帶我到堪察加彼得羅巴甫洛夫斯克(※13)
- Act.18 哈兒的覺醒(※14)
- Act.19 再會了 青春之光(※15)
- Act.20 打開的門
- Act.21 青春GROUND ZERO
- Act.22 孤單的宇宙人(※16)
- Act.23 Stand by me
- Act.24 慢跑者
- Act.25 甜蜜黑盒子I
- Act.26 甜蜜黑盒子II
- Act.27 明亮的同伴
- Act.28 不要離開我 黛姬I
- Act.29 不要離開我 黛姬II
- Act.30 不要離開我 黛姬III

收錄在科學情人紀念本中
- 暑假緊急防衛指令　-MISSION DAISY-(※17)
- 海底裡的秘密(※18)

#### 補足
- ※2 來自於發電廠樂團的專輯「放射能」
- ※3 來自電影天堂陌影
- ※4 來自電影『呼喚暴風雨的男人』
- ※5 來自John Wyndham的SF小説『The Day of the Triffids』
- ※6 來自SF電影『蠅男的恐怖』
- ※7 來自SF電影『THIS ISLAND EARTH』
- ※8 來自SF電影『Videodrome』和『電力之夢』
- ※9 來自SF電影『THIS ISLAND EARTH』
- ※10 來自電影『The Eclipse』
- ※11 來自『帝都物語』
- ※12 來自『聽不到天鵝的歌聲』
- ※13 來自1987年11月上映的電影『帶我到滑雪場』（堪察加彼得羅巴甫洛夫斯克是俄羅斯的實際都市）
- ※14 來自德國古典文学『春天的覺醒』（哈兒是SF電影『2001太空漫遊』中登場的電腦哈兒）
- ※15 來自電影『再會了 青春之光』
- ※16 來自『超人七號』「孤單的地球人」
- ※17 紀念書的『暑假緊急防衛指令　-MISSION DAISY-』是為了紀念動畫化，而在Comic Beam1997年8月号發表的短篇作品。
- ※18 紀念書的『海底的秘密』原本要收錄於「德間書店版單行本1」，但因為作者的意思而被中止收錄。

## 小說版
科學情人 戀愛的黑洞
著者：山口亮太
封面＆插畫：永野典子
出版：Aspect

### 概要
由永野典子的粉絲‧編劇・山口亮太所寫的小說版。
包含直到原作假黛姬（Ｇ２）的情節，以仁美的視點為中心。還有原作者本人的插畫和感想。

### 各章標題
第一章　我知道妳
第二章　救命！
第三章　無法說出真相
第四章　望みの色を
第五章　有甚麼會發生的日子
第六章　空間脱離Ｘ
第七章　靈魂的真正播放
第八章　失控的靈魂

## 動畫版
從1997年7月2日到1997年9月17日由東京電視台播放本作改編的電視動畫。

### 工作人員
- 原作：永野典子
- 導演：武藤裕治
- 系列構成：西園悟
- 主要角色設定：中嶋敦子
- 客串角色設定：室井富美江
- 美術監督：宮前光春
- 色彩設計：村上智美
- 攝影監督：青木孝司
- 音樂：松浦晃久、伊藤廣規、小田原豐
- 音響監督：若林和弘
- 製作人：豐住政弘
- 動畫製作：STUDIO DEEN
- 製作：科學情人製作委員会

### 主題曲
片頭曲「ガールフレンド〜僕の共犯者〜」
作詞・作曲：AKIRA、編曲：SIDE-ONE・TORU TAKEUCHI、歌：SIDE-ONE
片尾曲「ONE MORE CHANCE」
作詞：松井五郎、作曲：林哲司、編曲：田代隆廣、歌：仲間由紀惠

### 各話標題
| 話数 | 標題                                       | 劇本     | 分鏡            | 導演     | 作畫監督   |
| ---- | ------------------------------------------ | -------- | --------------- | -------- | ---------- |
| 1    | 難道是浪漫!說不定是科學!!                  | 西園悟   | 菱川直樹        | 上田茂   | 畑良子     |
| 2    | 第一次的遠足!增強的感情是原子!!            | 山口亮太 | 伊藤雄之介      | 石崎進   | 春日久美子 |
| 3    | 科學的心是戀愛的心!!                       | 西園悟   | 近藤信宏        | 菱川直樹 | 井上哲     |
| 4    | 練習的那一頭…。令人在意的腳踏二條船!?      | 山口亮太 | 守岡博          | 上田茂   | 畑良子     |
| 5    | 朋友們一起站起來!沒辦法的動作!!            | 西園悟   | 伊藤雄之介      | 石崎進   | 春日久美子 |
| 6    | 不安!?無法放心的休假!                      | 山口亮太 | 上田茂 武藤裕治 | 菱川直樹 | 井上哲     |
| 7    | 挑戰、團體交流!即使在冰雪之國也是朋友!?    | 西園悟   | 南康宏          | 福島宏之 | 畑良子     |
| 8    | 不可思議的興奮!征服的戀人們!?              | 西園悟   | 福島宏之        | 石崎進   | 春日久美子 |
| 9    | 愛就是禮物!模樣就是手表!                   | 阪口和久 | 上田茂          | 上田茂   | 畑良子     |
| 10   | 被撕烈的舞台！無論是過去或未來的戀愛之路!? | 山口亮太 | 菱川直樹        | 菱川直樹 | 井上哲     |
| 11   | 無論冷熱都會受誤解!?絕不容許有戀愛的場景!  | 西園悟   | 福島宏之        | 福島宏之 | 畑良子     |
| 12   | 內心是什麼!仁美就是你!                     | 西園悟   | 武藤裕治        | 上田茂   | 室井富美江 |